# Petrova Poljana
Petrova Poljana is een plaats in de gemeente Vojnić in de Kroatische provincie Karlovac. De plaats telt 14 inwoners (2001).